# PapiNet

papiNet logo

papiNet è lo standard di comunicazione globale in XML dell'industria cartaria e dei prodotti forestali.
Facilita l'automazione dei processi commerciali nell'industria, rendendo più semplice la definizione dei dati da trasferire ed i loro formati.
I principali benefici sono: 
- un processo più semplice per svolgere l'attività con più fornitori
- riduzione del lavoro manuale
- disponibilità d'informazioni e dati in “tempo reale”
- lo standard può essere utilizzato da qualsiasi compagnia, indifferentemente dalla sua dimensione.

## Le comunità papiNet
Sono stati formati gruppi d'implementazione per segmento cartario (SIGs), per definire regole, processi e dati usati nel segmento cartario di riferimento, e sostanzialmente creare un modello comune per tutti.
I gruppi d'implementazione oggi:
1. Cartoncino
2. Carta fine  Archiviato il 24 settembre 2006 in Internet Archive.
3. Etichette
4. Imballaggi
5. Carta da pubblicazione
6. Pasta per carta
7. Carta recuperata
8. Trasporto & Logistica
9. WoodX (Industria del legno)
10. Industria del legno (Fornitura)
11. XBITS (Libro)  Archiviato il 22 settembre 2007 in Internet Archive.

## Interoperabilità
papiNet è uno standard XML aperto e non proprietario. Questo significa che può essere utilizzato da qualsiasi sistema di messaggistica concepito per lo scambio di documenti in formato elettronico.